# Václav Fürst

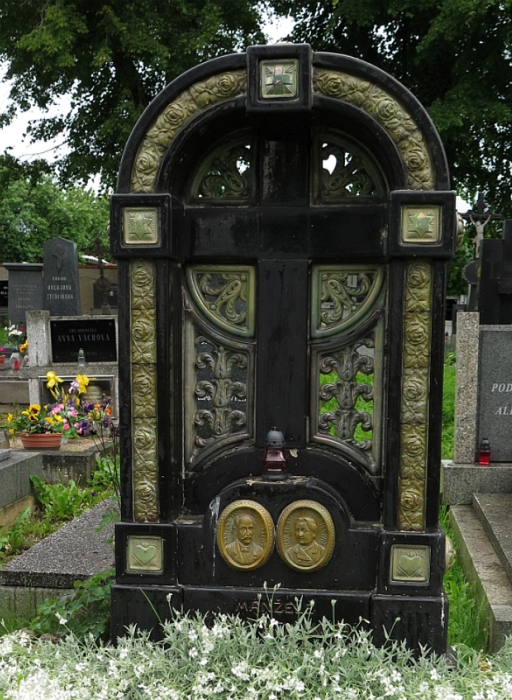
Náhrobek Václava a Eleonory Fürstových na hřbitově u svatého Rocha v Březnici

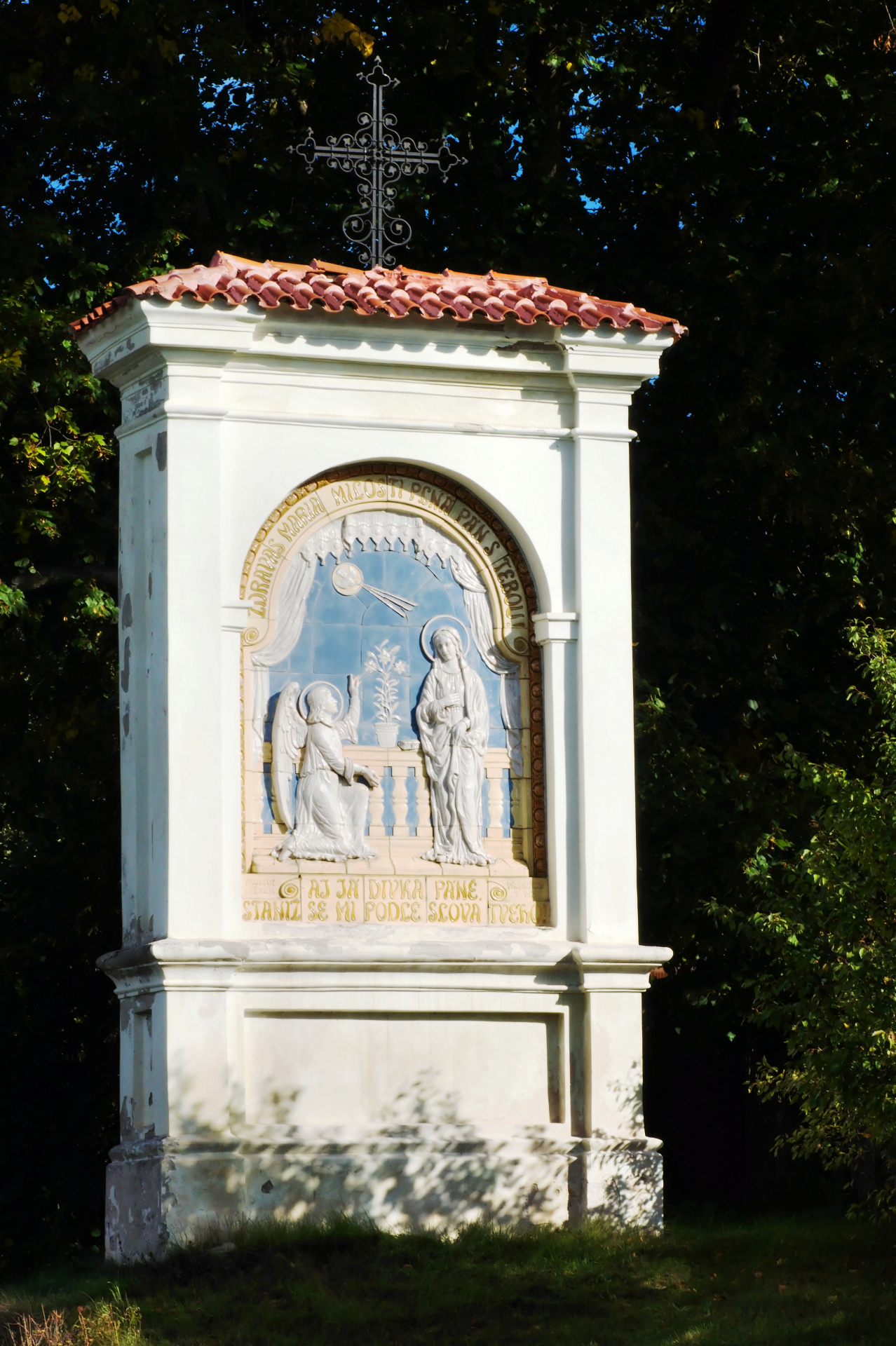
II. kaple poutní cesty z Březnice na Svatou Horu u Příbrami

Václav Fürst (20. února 1873 Březnice – 7. října 1940 Podbořany) byl český keramik a kamnář.

## Život a dílo
Václav Fürst se narodil 20. února 1873 v Březnici. Jeho otec byl kamnářským mistrem a v jeho dílně se také Václav naučil základům keramické práce a modelování. Už v 11 letech vyzdobil vstup do lékárny dvěma oválnými reliéfy Aesculapa a Hygieii a dvou lvů. V letech 1887–1890 vystudoval keramickou školu v Bechyni. V roce 1891 se stal autorem výzdoby vchodu do březnického hřbitova a svá díla včetně keramického znaku města Březnice vystavoval na Jubilejní zemské výstavě. V tom samém roce odjel do Vídně, kde pracoval v továrně na kamna dvorního dodavatele Fesslera. Stal se odborníkem na výrobu kachlových kamen. Pracoval pro vídeňský císařský hrad, pro zámek Konopiště, Chlum u Třeboně, pro Schönbrunn, pro hraběte Wilczka na zámku Kreuzensteinu, Ambrasu, pro radnice v Horažďovicích a Strakonicích, pro klášter v Kladně apod. Navrhoval vzory a barevné polevy. Od roku 1912 vedl výrobu slohových i obyčejných kamen u firmy L. & C. Hardtmuth v Podbořanech. V roce 1929 k poctě sv. Václavovi vyzdobil 2. kapičku na poutní cestě z Březnice na Svatou Horu u Příbrami. Kromě kachlových kamen patří k jeho nejlepším dílům keramické sošky a reliéfy na náhrobcích v Březnici a v Podbořanech.
Oženil se s Marií Burschovou z Bechyně a měli spolu dcery Eleonoru (1898) a Marii (1899) a syn Václav (1904).
Zemřel na náhlou mozkovou mrtvici 7. října 1940 v Podbořanech a byl pochován na hřbitově v Podbořanech.

### Pomník V. I. Lenina
Dne 7. listopadu 1928 byl v Podbořanech odhalen první pomník Vladimíra Iljiče Lenina mimo Sovětský svaz u příležitosti 11. výročí Říjnové revoluce. Pomník osazený keramickou deskou od Václava Fürsta si objednal německý komunistický spolek Vorwärts. Na základě zákona na ochranu republiky byl pomník v roce 1931 odstraněn a keramická deska umístěna do podbořanského Dělnického domu. Na to reagoval Julius Fučík článkem Nebezpečný pomník. Po roce 1938 byla deska ukryta v zahradní studni komunisty Karla Müllera, který jej v roce 1945 předal správním úřadům. Na podnět Gusty Fučíkové byla deska nalezena a 7. listopadu 1956 pomník znovu odhalen. V roce 1965 byla kopie keramické desky vystavena v moskevském muzeu V. I. Lenina. Po roce 1989 byla deska rozbita údery kladiva. Kopie se nyní nachází v Muzeu dělnického hnutí v Praze (dříve ve sbírce Muzea V. I. Lenina v Lidovém domě) a v kanceláři starosty města Podbořany.

### Pomník T. G. Masaryka
Dne 28. října 1933 byla před podbořanskou školou nesoucí jméno prezidenta Masaryka odhalena jeho socha od Václava Fürsta v nadživotní velikosti. Během války byla zakopána a po válce znovu osazena na původní místo. V roce 1953 byla místními komunisty zničena.